# Chrystodulos (arcybiskup Aten)
Chrystodulos, imię świeckie Christos Paraskewaidis (ur. 17 stycznia 1939 w Ksanti, zm. 28 stycznia 2008 w Psichiko) – grecki duchowny prawosławny, zwierzchnik Greckiego Kościoła Prawosławnego w latach 1998–2008.

## Życiorys
W 1961 otrzymał święcenia diakońskie i złożył śluby mnisze w monasterze św. Warłaama na Meteorach. W 1962 ukończył studia na Wydziale Prawa Uniwersytetu w Atenach. Pięć lat później otrzymał stopień doktora teologii na wydziale teologicznym tej samej uczelni. Kapłanem został w 1965. Przez pięć lat służył w cerkwi Zaśnięcia Matki Bożej w Panaio Phalero (Ateny). Następnie piastował funkcję sekretarza Synodu Greckiego Kościoła Prawosławnego. Chirotonię biskupią przyjął w 1974. 14 lipca 1974 został metropolitą Dymitriady. Uczestniczył w działalności misyjnej Greckiego Kościoła Prawosławnego w Afryce oraz w Europie Zachodniej. W latach 1985–1998 był odpowiedzialny za koordynowanie działalności ekumenicznej Kościoła Greckiego.
28 kwietnia 1998 został zwierzchnikiem Greckiego Kościoła Prawosławnego z tytułem arcybiskupa Aten i całej Grecji, 9 maja tego samego roku odbyła się jego uroczysta intronizacja.
W maju 1998 skrytykował zamiary wprowadzenia w Grecji rozdziału Kościoła od państwa, twierdząc, że przetrwanie narodu greckiego było możliwe dzięki prawosławiu, zaś pozbawienie Kościoła statusu państwowego oznacza walkę z tradycyjną kulturą grecką.
W 2001 spotkał się z papieżem Janem Pawłem II, w czasie jego wizyty w Grecji. W 2006 złożył wizytę w Watykanie, odwiedzając papieża Benedykta XVI. Tym samym przyczynił się do poprawy stosunków między Kościołem katolickim a Greckim Kościołem Prawosławnym, które przez wiele lat były bardzo złe. Spotykał się również z przywódcą społeczności muzułmańskiej w Grecji.
W czerwcu 2007 zdiagnozowano u niego raka wątrobowokomórkowego. Hierarcha miał poddać się przeszczepowi wątroby, który został odwołany z powodu bardzo złego stanu zdrowia duchownego (liczne przerzuty). Chrystodulos został jedynie poddany chemioterapii.
Autor prac z dziedziny teologii moralnej. Miał opinię znakomitego kaznodziei, umiejącego wykorzystywać nowoczesne środki masowego przekazu w pracy duszpasterskiej. Angażował się w akcje społeczne na rzecz walki z AIDS i narkomanią. Cieszył się znaczną popularnością w społeczeństwie greckim, 75% Greków deklarowało dlań zaufanie. 60% było zdania, że nawet ciężko chory powinien pozostawać dożywotnim zwierzchnikiem Kościoła. Jego krytycy zarzucali mu głoszenie poglądów nacjonalistycznych.
Chrystodulos był zdecydowanym krytykiem globalizacji i Unii Europejskiej, twierdził, że po wejściu do jej struktur Grecja zatraci swoją kulturę. Sprzeciwiał się również integracji Turcji z Europą, nazywając Turków „barbarzyńcami”. Protestował przeciwko bombardowaniu Serbii przez siły NATO w 1999. W 2000 zorganizował masowe protesty w Atenach i Salonikach przeciwko usuwaniu z greckich dowodów osobistych informacje o wyznaniu, co nazwał atakiem na podstawy tożsamości narodowej Greków. Stwierdził wówczas, że Grecy są w pierwszej kolejności Grekami, dopiero później obywatelami Europy. W odróżnieniu od wielu swoich poprzedników, Chrystodulos żywo angażował się w bieżące problemy polityczne, wspierając nacjonalistyczne partie greckie.
W 2003 otrzymał tytuł doktora honoris causa Chrześcijańskiej Akademii Teologicznej w Warszawie.
Został pochowany na Pierwszym cmentarzu w Atenach.
W 2004 odznaczony Krzyżem Komandorskim Orderu Zasługi Rzeczypospolitej Polskiej.